# Rhipidura maculipectus
Rhipidura maculipectus е вид птица от семейство Rhipiduridae.

## Разпространение
Видът е разпространен в Индонезия и Папуа Нова Гвинея.